# Дуко Омотски
Дуко е български майстор-строител от Ранното Възраждане, представител на Брациговската архитектурно-строителна школа.

## Биография
Дуко е роден около 1726 година в костурското село Омотско, тогава в Османската империя, днес Ливадотопи, Гърция, около 1726 година. В 1791 година се изселва в Брацигово. Дуко се занимава със строителство. Участва в строежа на моста на река Марица в Татар Пазарджик, заедно с Драго, Велчо и Бозо от Орешче, Марко Зисо, Ванчо Устабаши, Зога, Гюро, Христо Гърнето, Йорго, Филю и Михо Копаран от Омотско и Кънчо от Слимница. В 1805 година Дуко построява и съхранилия се и до днес Дуков мост на Стара река, на 4 km източно от Пещера.